# Lachenalia haarlemensis
Lachenalia haarlemensis là một loài thực vật có hoa trong họ Măng tây. Loài này được Fourc. mô tả khoa học đầu tiên năm 1932.